# 余从
余从（1931年—），原名徐灵寿，男，山西五台人，中国戏曲史志家，曾任中国艺术研究院戏曲研究所研究员、博士生导师、所长，国家非物质文化遗产保护工作专家委员会委员。